# Bernardino de Siena
São Bernardino de Siena (Massa Marítima, 8 de setembro de 1380 — Áquila, 20 de maio de 1444) foi um pregador e missionário franciscano, conhecido como "Apóstolo da Itália". Ficou famoso já em seu próprio tempo por conta de suas fortes pregações em praças e igrejas, principalmente contra a homossexualidade, infanticídio, bruxaria, feitiçaria, apostas, judeus e usura.
É conhecido por ser um dos maiores propagadores da devoção ao Santíssimo Nome de Jesus. Foi também um sistematizador da economia escolástica.

## Biografia
Nasceu em 1380, em Massa Marittima, uma vila na província de Grosseto, em Maremma.
Era filho da nobre família Albizeschi, mas quando tinha apenas 3 anos ficou órfão de mãe, e logo mais aos 6, seu pai também vem a falecer. Foi criado então por sua piedosas tias.
Cursou direito civil e canônico, e, em 1397, logo após completar os estudos, juntou-se a Confraria de Nossa Senhora, ligado ao grande hospital de Santa Maria della Scala em Siena. Três anos depois, a peste negra voltou a tomar as ruas de Siena, e então o santo abandonou sua vida de oração e reclusão para cuidar e tratar dos doentes. Junto de mais dez companheiros, assumiu toda a administração do hospital por quatro meses. Apesar de muito jovem, Bernardino se provou muito apto para tal cargo, mas o trabalho heroico e incessante por ele empregado abalou sua saúde de uma forma que ele nunca venha a se recuperar completamente.
Tendo distribuído seu patrimônio para a caridade, Bernardino recebeu em Siena o hábito dos Frades Menores no dia 8 de setembro de 1402, e logo se retirou para o convento observantino de Columbaio, que ficava fora da cidade. 
Foi professado em 8 de setembro de 1403 e ordenado sacerdote em 8 de setembro de 1404. 
Por volta de 1406, São Vicente Ferrer. enquanto pregava em Alexandria, predisse que seu manto deveria descer sobre aquele que o estava ouvindo, e disse que ele voltaria a França e a Espanha deixando a Bernardino a tarefa de evangelizar os restantes povos da Itália.

## Pensamento econômico

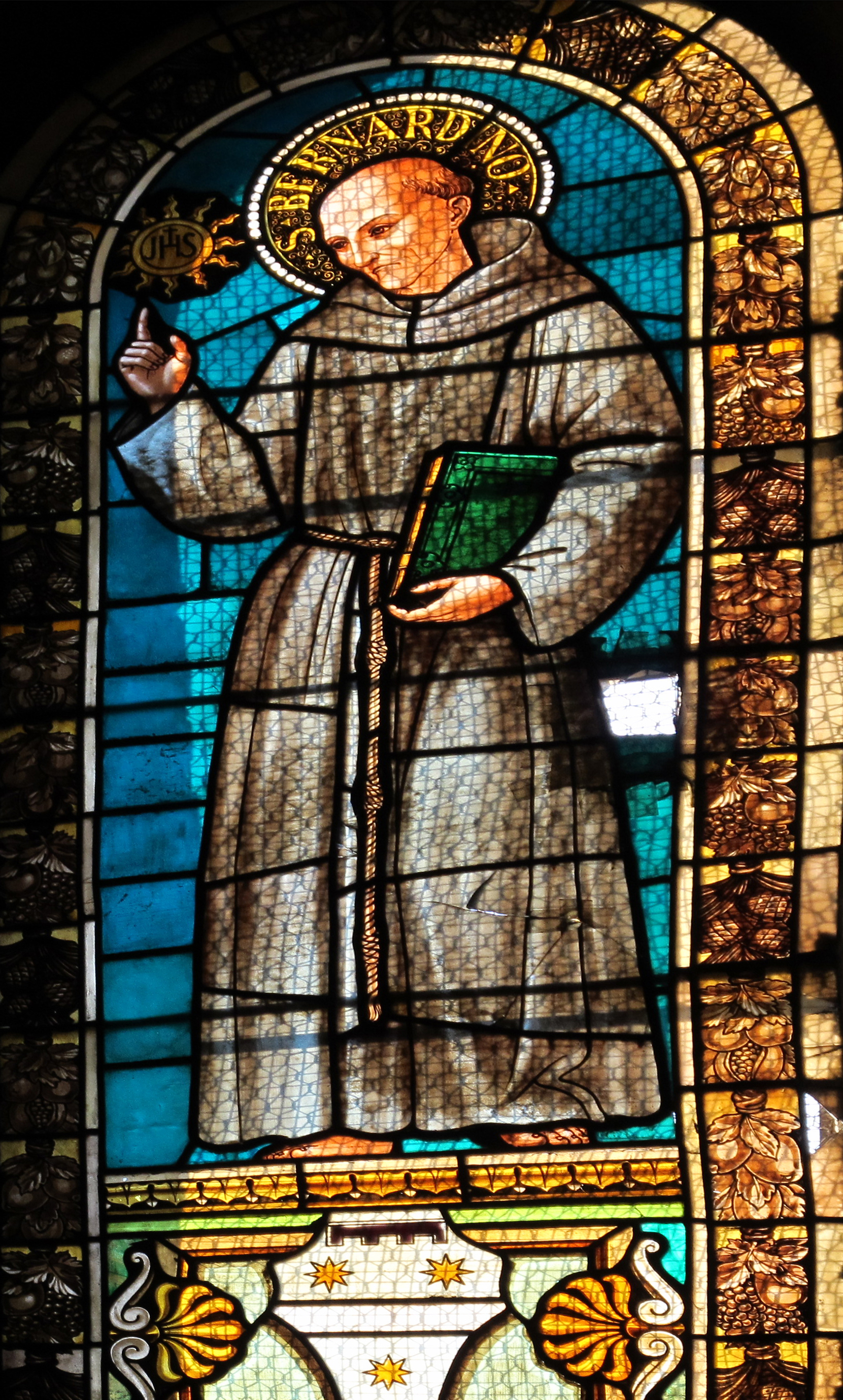
Vitral de São Bernardino

Foi o autor de "De contractibus et usuris" ("Sobre o contrato e a usura"), no qual condena a usura e lida com os temas de justificação da propriedade privada, ética do comércio e determinação de valor e preço.
Analisa a figura do empresário com grande profundidade e defende seu trabalho honesto. Ele afirma que o comércio, como todas as outras ocupações, pode ser praticado tanto de maneira lícita quanto ilícita, não sendo, portanto, necessariamente uma fonte de condenação.
Desse modo, os empresários honestos, prestam serviços muito úteis a toda a sociedade, pois:
- corrigem a escassez de mercadorias, transportando-as de áreas onde são abundantes;
- estocam mercadorias, o que limita os danos de possíveis fomes;
- transformam materiais brutos e inúteis em produtos processados úteis.

Portanto, os empreendedores deveriam possuir quatro grandes virtudes: eficiência, responsabilidade, diligência e capacidade para assumir riscos.
Desse modo, os ganhos auferidos pelos poucos que foram capazes de cumprir essas virtudes seriam a recompensa certa pelo trabalho árduo e pelos riscos assumidos.
Por outro lado, ele condenava os novos-ricos, que, em vez de investirem em novos negócios, preferiam emprestar a juros altos e, desse modo, estrangulavam a sociedade, em vez de fazê-la crescer.
Acreditava que a propriedade não "pertencia ao homem", mas "era para o homem" como uma ferramenta para obter uma melhoria na sociedade como um todo. Um instrumento que veio de Deus e que o homem tinha que merecer, aplicar e tornar frutífero como administrador sábio.
Apreciava particularmente o tema da reconciliação e da resolução de disputas.
Os agiotas o trataram com hostilidade, ao ponto de o denunciarem por heresia.

### Acusação de heresia e aprovação papal

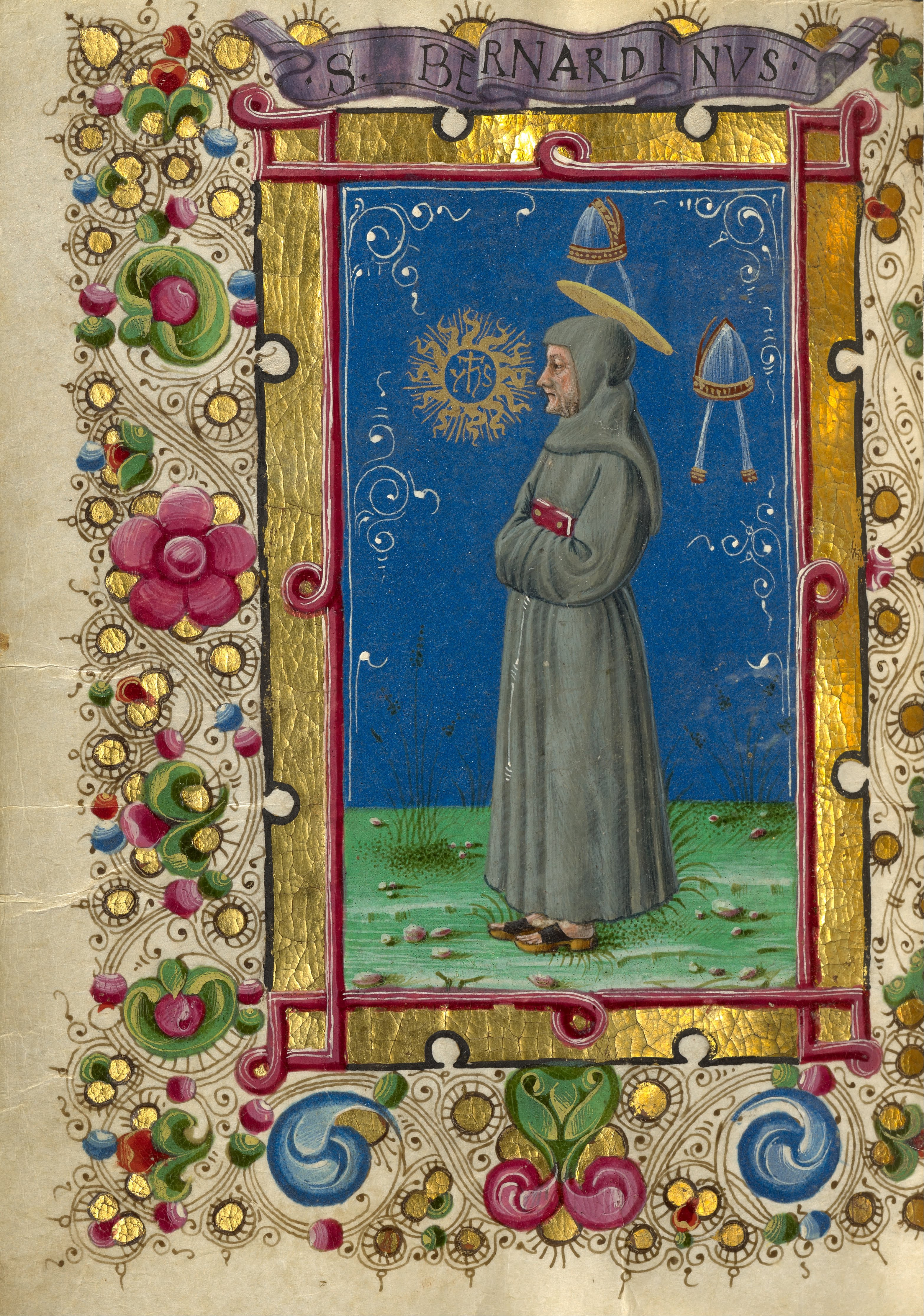
Saint Bernardino of Siena, pintura de Taddeo Crivelli, 1479

Apesar de sua popularidade, ou talvez por causa dela, Bernardino teve que sofrer oposição e perseguição. Ele foi acusado de heresia, pois as tábuas que usara para promover a devoção ao Santo Nome serviram de base para um astuto ataque dos adeptos do dominicano Manfredo de Vercelli, cuja falsa pregação sobre o anticristo São Bernardino havia combatido. O santo foi acusado de ter introduzido uma nova devoção supostamente profana que expôs o povo ao perigo da idolatria, e ele foi citado para comparecer perante o papa em 1427. 
O Papa Martinho V recebeu Bernardino friamente e proibiu-o de pregar ou exibir suas tábuas até que sua conduta fosse examinada. O santo se submeteu humildemente, seus sermões e escritos sendo entregues a uma comissão e um dia marcado para seu julgamento. Este aconteceu na Basílica de São Pedro, na presença do Papa, no dia 8 de junho, com São João Capistran encarregado da defesa do santo. A malícia e a futilidade das acusações contra Bernardino foram tão completamente demonstradas que o papa não apenas justificou e elogiou o ensinamento do santo, mas o exortou a pregar em Roma. 
Martinho V posteriormente aprovou a eleição de Bernardino como Bispo de Siena. O santo, porém, declinou esta homenagem assim como as sedes de Ferrara e Urbino, que lhe foram oferecidas em 1431 e 1435, respectivamente, dizendo jocosamente que toda a Itália já era sua diocese. Após a ascensão de Eugênio IV, os inimigos de Bernardino renovaram suas acusações contra ele, mas o papa por uma bula, em 7 de janeiro de 1432, anulou seus procedimentos clandestinos e secretos e, assim, reduziu os caluniadores do santo ao silêncio, e a questão nem foi reaberta durante o Conselho de Basileia, como alguns afirmaram.

## Inquisição
Em 1427, foi acusado de heresia por sua pregação a devoção do Santíssimo Nome, e foi chamado a Roma diante por um Tribunal da Inquisição. Mas tão logo chegou e foi absolvido por sua grande santidade e pelo fato do Papa Martinho V não só ter aprovado suas pregações, como ordenado que as continuasse já em Roma.

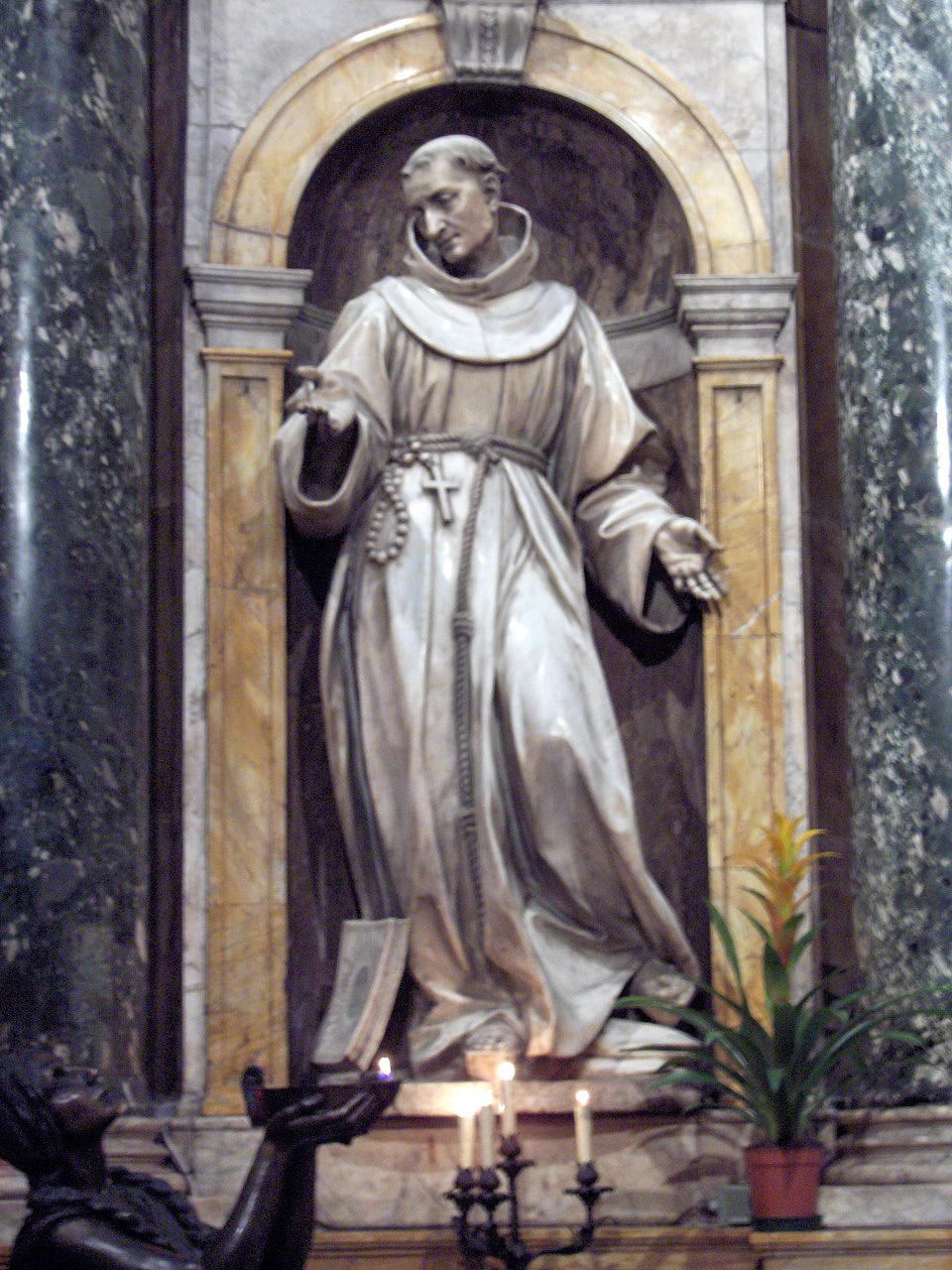
São Bernardino, Capella del Voto, Siena

Bernardino pregou por 80 dias consecutivos em Roma.
O Papa apreciou os seus sermões e quis indicá-lo como pregador da casa papal, mas Bernardino, recusou por humildade.
Também se recusou a assumir o cargo de Bispo de Siena e de outras cidades italianas (Viterbo, Ferrara e Urbino).
Em 1437, tornou-se o supervisor das comunidades de franciscanos de observância rigorosa. Em 1438, foi nomeado como Superior Geral de todos os franciscanos na Itália.

## Devoção ao Santíssimo Nome
São Bernardino é tido como um dos maiores pregadores e propagadores da devoção ao Santíssimo Nome de Jesus Cristo.
Em todos os lugares onde passava, Bernardino persuadia as cidades a retirar as armas de suas facções beligerantes das paredes da igreja e do palácio e a inscrever ali, em vez disso, as iniciais IHS. Ele deu assim um novo impulso e uma forma tangível à devoção ao Santo Nome de Jesus que sempre foi um assunto favorito dele e que ele passou a considerar como um meio potente de reacender o fervor popular. 
Ele costumava segurar uma prancha à sua frente durante a pregação, com o monograma sagrado pintado nela em meio a raios e depois exposta à veneração. Em Bolonha, Bernardino induziu um pintor de cartas, que havia sido arruinado por seus sermões contra os jogos e apostas, a ganhar a vida projetando essas tabuinhas, e tal era o desejo da população de possuí-las que o o homem logo conseguiu uma pequena fortuna.

### Festa do Santíssimo Nome
A reivindicação do ensinamento de São Bernardino foi perpetuada Festa do Santíssimo Nome de Jesus, concedida aos Frades Menores em 1530 e estendida à Igreja Universal em 1722.

## Veneração
Após sua morte, incontáveis milagres começaram a serem relatados rapidamente, e culminaram em sua canonização em 1450 pelo Papa Nicolau V, após apenas seis anos.
Sua festa litúrgica é celebrada no dia de sua morte, 20 de maio.
Ele é o padroeiro da propaganda, comunicação, vício em apostas, problemas respiratórios e problemas no peito em geral. Ele também é o padroeiro da Diocese e da cidade de San Bernardino, no estado da Califórnia, nos Estados Unidos.

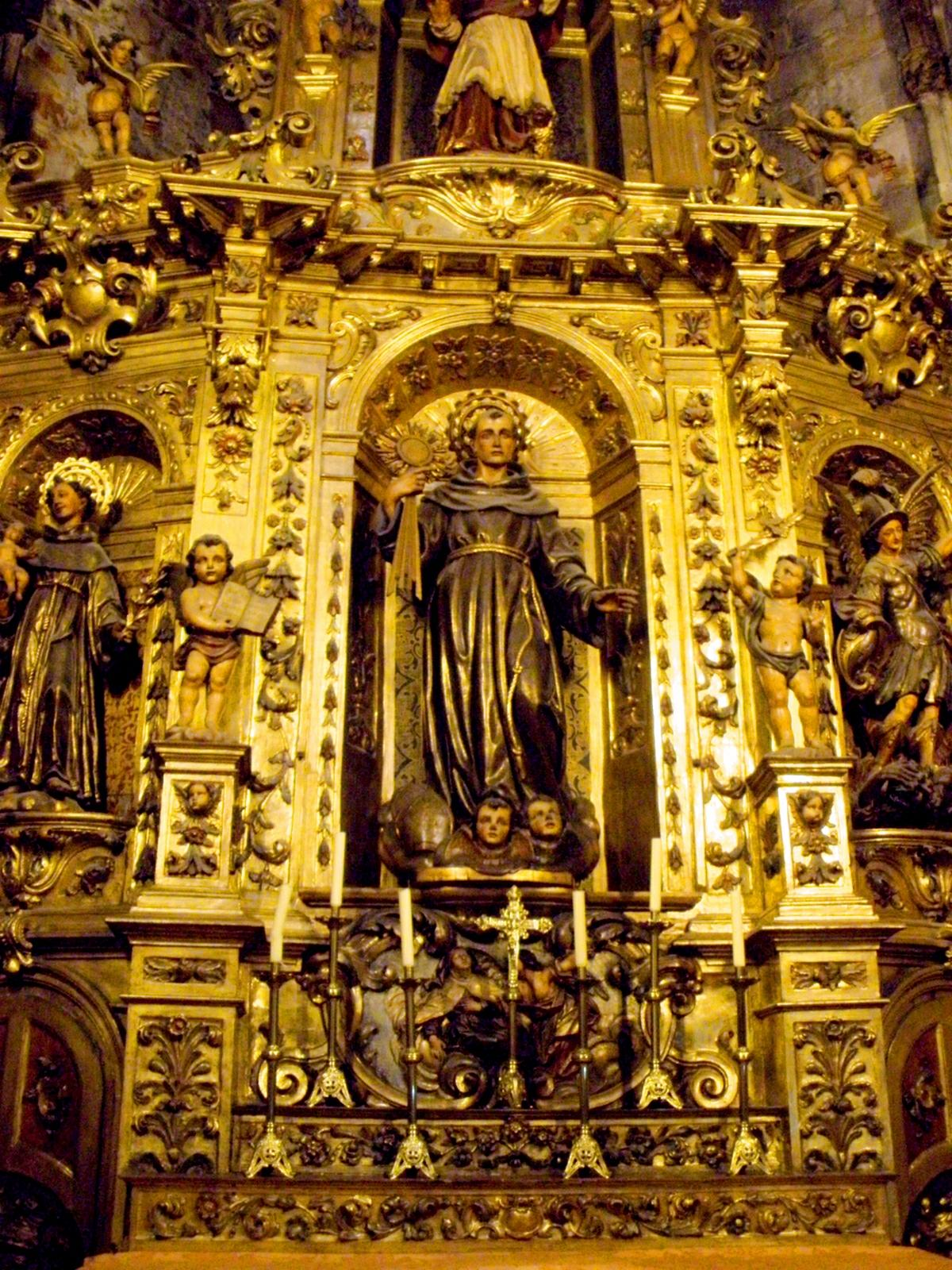
Retábulo barroco na Capela de São Bernardino, na Catedral de Barcelona, Espanha

Seu culto se espalhou pela Inglaterra logo após sua morte, particularmente pelo frades franciscanos menores, que foram os primeiros a se estabelecerem em Greenwich. Entretanto, após alguns anos, com a reforma anglicana, seu culto foi suprimido.

### No Brasil
Há uma cidade no interior do estado de Santa Catarina que honra seu nome. 
A cidade de São Bernardino (Cidade) foi fundada no ano de 1957 com a chegada de colonos vindos do estado do Rio Grande do Sul. Sua população estimada em 2011 era de 2 641 habitantes.

### FSSPX

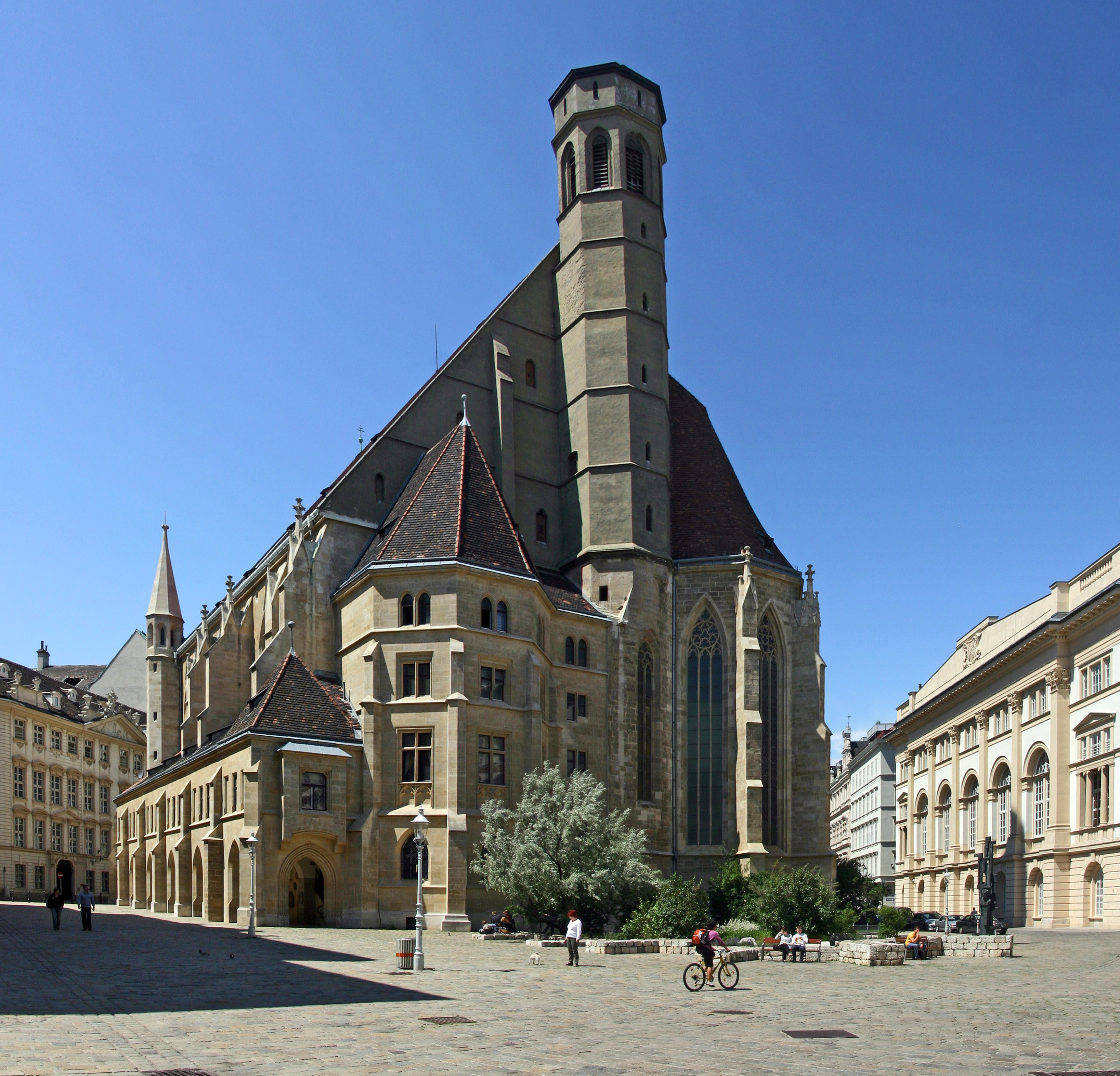
Minoritenkirche em português, Igreja dos Mínimos Nossa Senhora das Neves, localizada em Viena, Áustria.

Em 18 de novembro de 2020, a Fraternidade Sacerdotal São Pio X (FSSPX) recebeu a proposta de assumir o controle da Igreja dos Mínimos Nossa Senhora das Neves, uma das igrejas mais antigas e importantes da cidade de Viena na Áustria.  A então Prefeita da Congregação Italiana Nossa Senhora das Neves, congregação que administrava a Igreja, levou ao conselho administrativo a proposta de doação e, em 20 de maio de 2021, dia de São Bernardino, os conselheiros votaram com unanimidade a sanção da mesma.

A Fraternidade então atribuiu tal milagre a São Bernardino, visto que ela estava desde 2008 celebrando missas em uma pequena capela nas redondezas da cidade com um aluguel insustentável e pouquíssimo espaço para a quantidade de fiéis, surgindo a proposta de doação de maneira extraordinariamente inesperada.